# 박경조 (경찰)
박경조는 목포해양경찰서 소속 경찰공무원으로서 2008년 9월 25일 대한민국의 배타적경제수역 내에서 불법 조업 중이던 중국 어선을 검문하는 과정에서 실종됐다가 2008년 9월 26일 숨진 채 발견되었다. 생전에 경사였고 순직 후 경위로 사후 특진하였다.
박경조 경위는 전북 김제 출신으로 1990년 순경으로 특채돼 2001년부터 목포해양경찰서에서 근무했고 2008년 2월부터 목포해경 소속 경비정 3003함에서 병기장으로 근무해왔다. 특히 불법 조업 어선 나포의 공로가 인정돼 2006년 10월 해양경찰청장상을 받는 등 4차례의 표창을 받았다.

## 사망 사건
목포해양경찰서는 해당 중국 어선을 검문하는 과정을 촬영한 3003함의 채증 비디오 영상을 분석한 결과 고속 보트를 타고 중국 어선에 접근한 박경조 경위가 제일 먼저 배에 올라탄 순간 중국 선원이 휘두른 삽에 머리를 맞아 바다로 추락했다고 밝혔다. 국립과학수사연구소 서해분소에서 박경조 경위의 시신을 부검한 결과 사망 원인이 경부 압박 및 익사로 드러났다고 해양경찰은 밝혔다. 이에 따라 해양경찰은 중국 선원 11명을 특수공무집행방해치사상죄, 배타적경제수역법위반 등의 혐의로 긴급체포해 조사를 벌였다.